# Итри
Ѝтри (на италиански: Itri) е град в западната част на Централна Италия. Разположен е на около 10 km северно от брега на Тиренско море в регион Лацио на провинция Латина. Първите сведения за града датират от 914 г. Има жп гара, от която на северозапад се пътува към столицата Рим, а на югоизток към Неапол. Най-близкият голям град до Итри е Неапол, който се намира на около 100 km. Население 10 163 от преброяването към януари 2009 г.

## Култура
Филмът „Чочарка“ със София Лорен е сниман в Итри.

## Побратимени градове
- Кранстън САЩ